# كريستيان إرنست الثاني، دوق ساكس-كوبرغ-سالفيلد
كريستيان إرنست الثاني (18 أغسطس 1683 - 4 سبتمبر 1745)؛ كان دوق ساكس كوبورغ سالفيلد.

## الحكم
هو الابن البكر لـ يوهان إرنست الرابع، دوق ساكس-كوبرغ-سالفيلد وزوجته الأولى صوفي هيدفيغ من مرسيبورغ.
في 18 أغسطس 1724 تزوج كريستيان إرنست زواجاً مرغنطياً من كريستين فريدريكا دي هوس، قرر والده عدم تجزئة أراضيهم لهذا على الأخوة الحكم مع بعضهم، كريستيان إرنست جعل مقره في زالفلد، وبينما شقيقه الأصغر فرانتس يوشيا اتخذ من فيستي كوبورغ مقراً له.
وأيضا في عهده تم تسوية الخلاف حول "كوبرغ-إسنبرغ-رومهيلد"؛ بحيث تلقى كريستيان إرنست كوبورغ وروداش ومونكرودن ونيوهاوز، ومع وفاته في 1745 خلفه شقيقه الأصغر.